# تحليل نمط بقع الدم
تحليل نمط بقع الدم في اللغة الأنجليزية : Bloodstain pattern analysis ( BPA ( هو نظام في الطب الشرعي يركز على تحليل بقع الدم المتبقية في مسرح الجريمة المعروفة أو المشتبه بها من خلال التعرف على الأنماط البصرية والتقييمات المستندة إلى الفيزياء. ويتم ذلك بغرض استخلاص استنتاجات حول طبيعة الجريمة وتوقيتها وتفاصيلها الأخرى.  تدور عملية BPA في جوهرها حول التعرف على أنماط بقع الدم وتصنيفها، وهي مهمة أساسية لإعادة بناء الأحداث في الجرائم أو الحوادث، والتحقق من البيانات التي تم الإدلاء بها أثناء التحقيقات، وحل الشكوك حول التورط في جريمة، وتحديد المناطق ذات الاحتمالية العالية لحركة الجاني للحصول على الحمض النووي ذي الأولوية. أخذ العينات والتمييز بين جرائم القتل والانتحار والحوادث. 
وفي مقال آخر هو العلم الذي يبحث في نتائج أحداث ديناميكية تتسبب بإراقة الدماء من مصدر الدم وحجم بقع الدم وشكلها وتوزيعها وعددها وموقعها ونمطها وأيضًا دراسة الأسطح المستهدفة كجسم الضحية وملابسها وجدران مسرح الجريمة وكذلك العلاقات بين بقع الدم المختلفة في مسرح الجريمة.
تعتبر الرابطة الدولية لمحللي أنماط بقع الدم (IABPA) بمثابة المنظمة الأساسية للمحترفين في هذا المجال، بينما يُشار إلى طريقة تحليل أنماط بقع الدم عادةً باسم BPA . منذ أواخر الخمسينيات من القرن الماضي، ادعى خبراء BPA أنهم قادرون على استخدام علم الأحياء، والفيزياء ( ديناميكيات الموائع )، والحسابات الرياضية لإعادة بناء الأحداث بدقة في مسرح الجريمة، وقد تم قبول هذه الادعاءات من قبل نظام العدالة الجنائية في الولايات المتحدة. 
يرتكز محللو أنماط بقع الدم على مبادئ الفيزياء والبيولوجيا والكيمياء والطب، ويستخدمون مجموعة متنوعة من أساليب التصنيف المختلفة. تم إنشاء طريقة التصنيف الأكثر شيوعًا بواسطة S. James، وP. Kish، وP. Sutton،  وهي تقسم بقع الدم إلى ثلاث فئات: سلبية، ومتناثرة، ومتغيرة.
على الرغم من أهميته، فإن تصنيف أنماط بقع الدم يشكل تحديات بسبب عدم وجود منهجية مقبولة عالميا وعدم اليقين الطبيعي في تفسير مثل هذه الأنماط. غالبًا ما تصف طرق التصنيف الحالية أنواع الأنماط بناءً على آليات تكوينها بدلاً من الخصائص التي يمكن ملاحظتها، مما يعقد عملية التحليل.  ومن الناحية المثالية، تتضمن عملية BPA تقييمًا دقيقًا لخصائص النمط مقابل معايير موضوعية، يتبعها تفسير للمساعدة في إعادة بناء مسرح الجريمة.  ومع ذلك، فإن الافتقار إلى معايير الانضباط في المنهجية يؤكد الحاجة إلى الاتساق والصرامة في ممارسات BPA.
تهدف الجهود التي تبذلها منظمات مثل اللجنة الفرعية لمنظمة لجان المجالات العلمية (OSAC) BPA إلى وضع معايير للتدريب والمصطلحات وضمان الجودة والتحقق من صحة الإجراءات داخل التخصص. 
لقد تم التشكيك في صحة تحليل نمط بقع الدم منذ التسعينيات، وأثارت الدراسات الحديثة شكوكًا كبيرة حول دقته.  خلص تقرير شامل للأكاديمية الوطنية للعلوم لعام 2009 إلى أن "الشكوك المرتبطة بتحليل أنماط بقع الدم هائلة" وأن آراء خبراء أنماط بقع الدم المزعومة "أكثر ذاتية من كونها علمية".   سلط التقرير الضوء على عدة حوادث مبالغ فيها محللو بقع الدم في مؤهلاتهم وشككوا في موثوقية أساليبهم.   في عام 2021، نُشرت أكبر دراسة حتى الآن حول دقة BPA، وكانت النتائج "تُظهر أن [استنتاجات BPA] كانت غالبًا خاطئة وغالبًا ما تتناقض مع محللين آخرين."

## تاريخ

### التاريخ المبكر
اُسْتُخْدِم تحليل نمط بقع الدم بشكل غير رسمي لعدة قرون، ولكن أول دراسة حديثة لبقع الدم كانت في عام 1895. نشر الدكتور إدوارد بيوتروفسكي من جامعة كراكوف بحثًا بعنوان "حول تكوين وشكل واتجاه وانتشار بقع الدم بعد صدمة حادة في الرأس".   أجرى تجاربه الأولى على الأرانب.  تم نشر عدد من المنشورات التي تصف جوانب مختلفة من بقع الدم، لكن نشره لم يؤد إلى تحليل منهجي. كتاب LeMoyne Snyder المستخدم على نطاق واسع التحقيق في جرائم القتل (نُشر لأول مرة في عام 1941 وحُدِّث من حين لآخر خلال السبعينيات على الأقل) ذكر أيضًا بإيجاز التفاصيل التي سيتوسع فيها خبراء بقع الدم لاحقًا (على سبيل المثال، أن الدم يجف بمعدل يمكن التنبؤ به نسبيًا؛ وأن الدم الشرياني أكثر إشراقًا). اللون الأحمر أكثر من أنواع الدم الأخرى؛ حيث تميل بقع الدم إلى التساقط بأنماط معينة بناءً على حركة المهاجم والضحية).  أشارت حلقة من المسلسل الإذاعي الإجرائي للشرطة عام 1952 Dragnet إلى تحليل نمط بقع الدم لإعادة بناء حادث إطلاق النار. 

### القبول كدليل صالح في محاكم الولايات المتحدة
بين عامي 1880 و 1957 ، رفضت المحاكم في ميشيغان وميسيسيبي وأوهايو وكاليفورنيا شهادة الخبراء بشأن تحليل بقع الدم، معتبرة عمومًا أنها لم تضيف شيئًا إلى تقييمات المحلفين الخاصة ببقع الدم المقدمة كدليل.  في عام 1957، أصبحت المحكمة العليا في كاليفورنيا أول محكمة أمريكية تقبل شهادة الخبراء في فحص بقع الدم، وقبلت كدليل شهادة بول إل كيرك ، أستاذ الكيمياء الحيوية وعلم الجريمة .  كما أنه سيشهد في قضية سام شيبارد في عام 1966، عندما تعرضت زوجة طبيب العظام للضرب حتى الموت في منزلها، مفسرًا أدلة بقع الدم كدليل على أن القاتل كان أعسر (كان شيبارد أعسر).  ومع ذلك، فإن تحليل نمط بقع الدم لم يبدأ في الاستخدام على نطاق واسع حتى تم الترويج له من قبل هربرت ليون ماكدونيل. أجرى ماكدونيل أبحاثًا حول بقع الدم بمنحة من وزارة العدل الأمريكية ، والتي نشر بحثه أيضًا في كتاب "خصائص الطيران وأنماط وصمة عار الدم البشري" (1971).  أدلى ماكدونيل بشهادته في المحكمة في مناسبات متعددة كخبير في تحليل بقع الدم، وأدت السابقة القانونية التي حددتها هذه القضايا إلى استخدامها على نطاق واسع في المحاكم الأمريكية، على الرغم من أنه في وقت مبكر من عام 1980 أعرب بعض القضاة عن شكوك قوية حول موثوقيتها، ولم يكن الأمر كذلك دائمًا مقبولة كدليل، خاصة في الدول التي لم تصدر فيها أحكام سابقة اعتمدت على مثل هذه الأدلة. 
تم تقديم أول دورة تدريبية رسمية حول بقع الدم من قبل ماكدونيل في عام 1973 في جاكسون، ميسيسيبي. قام ماكدونيل بتدريس ورش عمل حول كيفية إجراء تحليل بقع الدم، وكان محللو بقع الدم المدربون حديثًا، والذين تلقوا في كثير من الأحيان ما لا يقل عن 40 ساعة من التعليمات، بدورهم يقدمون شهادة خبير في قضايا المحكمة.  في عام 1983، تم تأسيس الرابطة الدولية لمحللي أنماط بقع الدم من قبل مجموعة من محللي بقع الدم للمساعدة في تطوير المجال الناشئ لتحليل أنماط بقع الدم. 

#### مزيد من التحقيق في مقبوليتها كدليل
بدءًا من عام 1995، أثارت القضايا المعروضة على المحاكم، حيث اختلف محللو بقع الدم مع بعضهم البعض، مخاوف بشأن مقبولية تنبؤات الانضباط كدليل في المحكمة.    في عام 2009، نشرت الأكاديمية الوطنية للعلوم فحصًا لأساليب الطب الشرعي المستخدمة في محاكم الولايات المتحدة والذي انتقد بشدة تحليل أنماط بقع الدم وأوراق اعتماد غالبية المحللين والخبراء في هذا المجال.   لقد تجاهل القضاة إلى حد كبير نتائج التقرير واستمروا في قبول تحليل أنماط بقع الدم كدليل خبراء. 
في عام 2013، نشر دانييل أتينغر ، الباحث في ديناميات الموائع في جامعة كولومبيا، ورقة بحثية عن تحليل أنماط بقع الدم في مجلة Forensic Science International ، ووجد أن العديد من الفرضيات الأساسية لتحليل بقع الدم لا تزال غير مختبرة، وأن المحللين الحاليين غالبًا ما يقومون بافتراضات غير صحيحة أو أخطاء أخرى في تحليلاتهم. اقترحت الورقة أيضًا ديناميكيات الموائع كإطار نظري لحل هذه المشكلات، واستمر أتنجر في نشر العديد من الأوراق البحثية التي تستكشف هذه المفاهيم (كما فعل علماء آخرون أيضًا). ومع ذلك، فإن هذه الأبحاث نظرية إلى حد كبير، ولم يكن لها تأثير يذكر على استخدام تحليل بقع الدم في المحاكم. 

## فيزياء الدم

### مبادئ
يتكون الدم من ثلاثة مكونات معلقة في البلازما: كريات الدم الحمراء (خلايا الدم الحمراء)، والكريات البيضاء (خلايا الدم البيضاء)، والصفائح الدموية (الصفائح الدموية). 
عندما تتضرر الأوعية الدموية، يبدأ الدم في التحرك خارج الدورة الدموية، وفقا لقوانين الفيزياء. إذا وصل هذا الدم المتسرب إلى سطح الجلد، فسوف يخرج من الخارج ومن المرجح أن يتلامس مع محيط الشخص. بعض التفاعلات الأكثر شيوعًا هي: 
- جاذبية
- مصدر داخلي يضغط على الدم (الزفير، وضغط الدم، وما إلى ذلك)
- تطبيق قوة خارجية على مصدر النزيف (على سبيل المثال، التعرض للضرب بسلاح)
- النقل أو التغيير الناتج عن تلامس سطحين (المسح، المسح، إلخ.)

بما أن الدم يتكون من 55% بلازما (و 45% مكونات صلبة معلقة في البلازما)، فهو سائل مائي ويتصرف على هذا النحو. وبشكل أكثر تحديدًا، فهو عبارة عن سائل رقيق غير نيوتوني . فيما يلي خصائصه الفيزيائية الرئيسية الثلاثة: 
- تصف اللزوجة (المشار إليها بـ μ) العلاقة بين القوة المطبقة على السائل والمعدل الذي يمكن به فصل جزيئات السائل عن بعضها البعض أو تشويهها. [22] إذا كان السائل ذو لزوجة عالية، فلن يتدفق بسهولة مثل السائل ذي اللزوجة المنخفضة. ولأن ذلك يرتبط مباشرة بقوة التجاذب بين جزيئات السائل، فإن لزوجة الدم تتناقص مع زيادة درجة الحرارة وانخفاض الهيماتوكريت . كما أنه ينخفض أيضًا بقص أعلى، ولهذا السبب يتم تصنيفه على أنه سائل غير نيوتوني مخفف للقص. وهذا هو السبب في أن الدم يبدو مائيًا أكثر عندما يصل إلى سطح ما مقارنةً بعد خروجه من الجسم مباشرة. [21] كلما اقترب معدل القص من الصفر، كلما كان الدم أكثر لزوجة. [23] بعض العوامل الأخرى يمكن أن تؤثر أيضًا على لزوجة الدم. [21]
- يصف التوتر السطحي (المشار إليه بـ σ ) الطاقة اللازمة لتغيير شكل السائل عندما يتلامس مع سائل آخر لا يكون قابلاً للامتزاج (على سبيل المثال، الدم والهواء). ويلعب هذا دورًا كبيرًا في تكوين قطرات الدم الكروية عند سقوطها، وكذلك في طريقة تفاعلها عند اصطدامها بالسطح. [21] يمكن أن يتأثر التوتر السطحي أيضًا بعوامل خارجية مثل درجة الحرارة ووجود المواد الكيميائية في الدم. [24]
- تمثل الكثافة (المشار إليها بـ d) كتلة السائل لكل وحدة حجم، مما يسمح بالمقارنة بين المواد. عادة ما يكون مرجع المقارنة هو الماء حيث أن كثافته تبلغ 1 جم/سم 3 . [25]

## أنواع بقع الدم

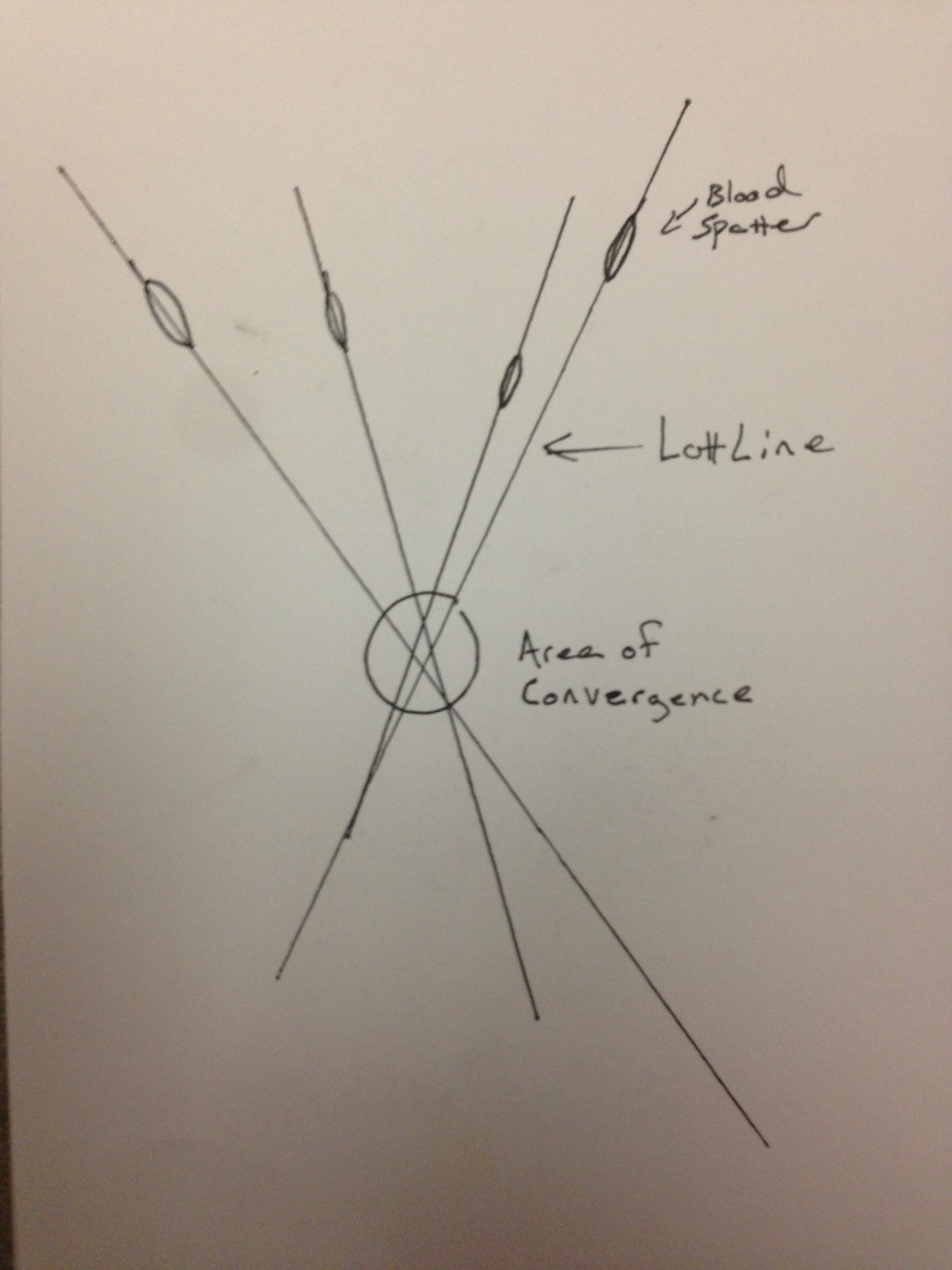
يوضح كيفية تحديد منطقة التقارب من تناثر الدم الناتج عن الصدمة الحادة.

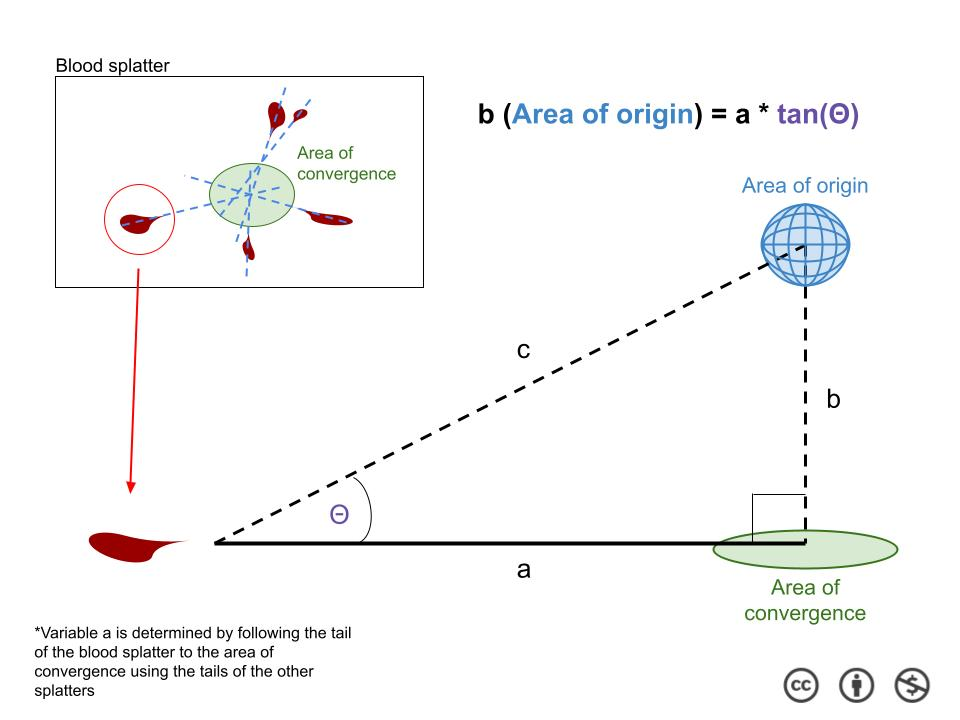
رسم تخطيطي يوضح كيفية حساب منطقة منشأ بقع الدم

يمكن أن تظهر بقعة الدم بشكل مختلف اعتمادًا على الموقف والمادة التي تظهر عليها، وقد يكون من الصعب فحص بقع الدم على الأسطح المسامية مثل القماش، وقد تكون مشوهة.  يأخذ محللو نمط بقع الدم في الاعتبار زاوية التأثير لتحديد مصدرها ومقدار القوة الكامنة وراءها؛  يمكن أن تؤدي الاختلافات في القوى الخارجية إلى سقوط الأقمار الصناعية.  يمكن تحديد نقطة المنشأ من خلال إيجاد ما يسميه محللو بقع الدم "منطقة التقارب" لقطرات الدم.  للعثور على نقطة المنشأ هذه، غالبًا ما يتم أخذ شكل الدم والطول في الاعتبار ويتم تنفيذ طريقة التوتير. في طريقة التوتير، يتم تصوير مسارات قطرة الدم كخطوط مستقيمة. تُوَضَّع الخيوط في مواضع بقع الدم وتُسْحَب بعيداً عن السطح لتحديد اتجاه التأثير. يُحَدَّد هذا الاتجاه من خلال شكل واتجاه بقع الدم. تعتبر النقطة التي تتقاطع فيها معظم السلاسل هي الموقع المقدر لمصدر الدم.  هناك أيضًا طريقة تُعرف باسم طريقة الظل. في هذه الطريقة، يُنظر إلى مسارات قطرات الدم على أنها وتر مثلث قائم الزاوية. يعمل هذا بشكل أفضل مع القطرات سريعة الحركة ذات المسارات المسطحة، لكن عدم اليقين في انحناءها قد يؤدي إلى أخطاء في تحديد الوضع الأفقي لمصدر الدم." 
بالإضافة إلى ذلك، فإن زاوية التأثير بالإضافة إلى العوامل الخارجية الأخرى مثل المادة التي يسقط عليها الدم يمكن أن تغير شكل الدم وحجمه.  يمكن لنقطة التأثير أن تغير شكل بقعة الدم. قد تصبح بقع الدم طويلة، بدلًا من الحفاظ على شكلها الأصلي. في هذه الحالات، قد يكون للدم ذيل قادر على الإشارة إلى الاتجاه.  من أجل العثور على زاوية التأثير، يقوم المحققون بقياس طول وعرض قطرة الدم واستخدام الصيغة {\displaystyle sin(A)=width/length} . (أ) تمثل زاوية التأثير. 

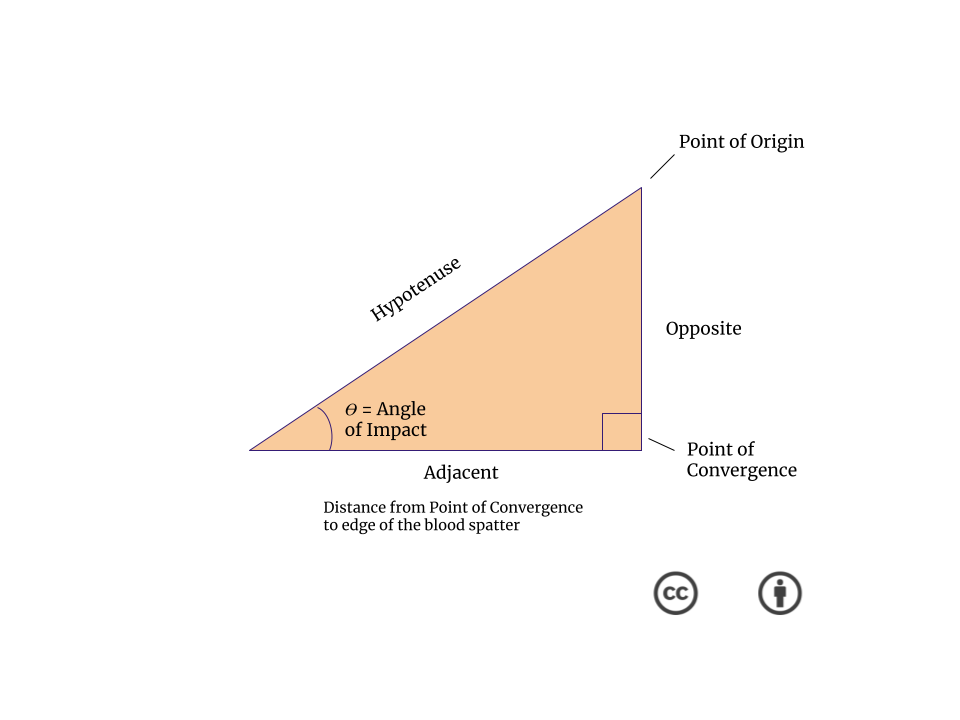
كيفية حساب نقطة منشأ بقع الدم

### رذاذ التأثير

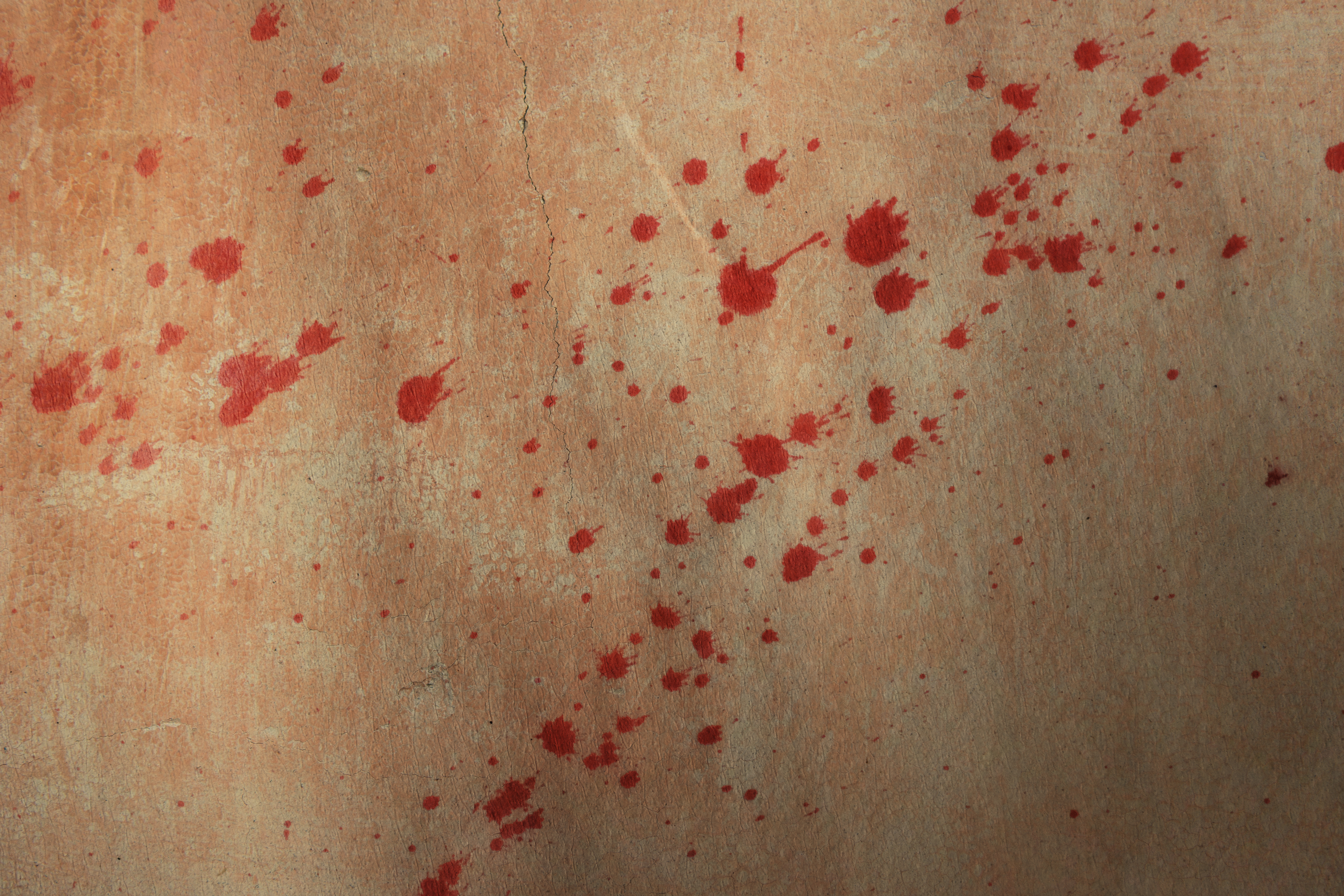
نمط وصمة عار الدم

تناثر الأثر هو نوع نمط بقع الدم الأكثر شيوعًا في مسرح الجريمة. ويحدث عندما يضرب جسم ما مصدر الدم.  في أنماط تناثر الدم، غالبًا ما يكون الدم دائريًا وغير ممدود.  هناك نوعان من تناثر الصدمات، والترشيش الخلفي والترشيش الأمامي.  يحدث التناثر الخلفي عندما يُسقط الدم مرة أخرى على المهاجم، بينما التناثر الأمامي هو الدم الذي يخرج مباشرة من جرح الضحية وينتشر على الأسطح القريبة.   سرعة السلاح المستخدم في الهجوم يمكن أن تسبب تغيرات في حجم بقع الدم. تنقسم سرعة الهجوم إلى هجمات عالية ومتوسطة ومنخفضة السرعة.  يؤدي التناثر عالي السرعة (على سبيل المثال، جروح الطلقات النارية) إلى إنشاء قطرات صغيرة الحجم. عادةً ما ينتقل الرذاذ عالي السرعة بسرعة 100 قدم في الثانية وينتج عنه قطرات دم بحجم 1 ملم أو أقل. غالبًا ما يُصْنَع الرذاذ متوسط السرعة (على سبيل المثال، صدمة القوة الحادة ) باستخدام سلاح ويمكن أن يخلق أنماطًا منبوذة. غالبًا ما يتم تكوينها بسرعة تتراوح بين 5 و 25 قدمًا / ثانية، ويتراوح طول قطرات الدم من 1 إلى 4 ملم.  عادة ما يتم إنشاء رذاذ منخفض السرعة نتيجة لتساقط الدم من الفرد (أي الجاذبية).  ويمكن أيضًا أن يشار إليها باسم بقع الدم السلبية أو بقع الدم الجاذبية (أنماط بقع الدم التي تتشكل تحت تأثير الجاذبية)،  وتُقَسَّم إلى أربع فئات: بقع النقل/الاتصال، والمصنوعات اليدوية للتدفق، وبقع السقوط، والتجميع.  تحدث بقع النقل عندما يتلامس سطحان ويكون على أحدهما على الأقل دماء، وتتضمن أنماط المسح والمسح، والتي يمكن أن تعطي معلومات بخصوص تسلسل الحركة في بعض الحالات.  يحدث التجمع عندما يظل مصدر النزيف ثابتًا لفترة معينة من الزمن، ويقطر الدم باستمرار في نفس الموقع ويؤدي إلى تراكم مهم. إذا كان الشخص الذي ينزف بشكل نشط يتحرك أثناء تقطر الدم، فإن النمط الناتج سيسمح بتحديد الاتجاه والسرعة النسبية للحركة في ذلك الوقت. ترتبط أنماط الرمي بتأثير التناثر. تنشأ هذه الأنماط من خروج الدم من جسم ملطخ بالدماء أو نزيف أثناء حركته، وهو ما يُلاحظ عادة في الحوادث التي تنطوي على اعتداءات جسدية أو ضربات.  تُلَاحَظ بشكل شائع على الأسقف عندما تتأرجح الأشياء فوق الرأس، على الرغم من أنها يمكن أن تظهر على أي سطح داخل المنطقة المحيطة.  يمكن استخدام هذه الأنماط لتخمين اتجاه تأرجح السلاح. في هذه الحالات، يمكن أن يساعد طول وشكل أنماط بقع الدم في تحديد سرعة التأرجح.  تخلق هذه الأنماط أشكالًا مستطيلة أو بيضاوية في الدم عندما تصطدم بسطح جسم ما.  في عام 1895، أظهرت تجربة الدكتور إدوارد بيوتروفسكي أن هذه الأنماط غالبًا ما يتم إنشاؤها بعد الضربة الثانية باستخدام السلاح.  في بعض الحالات، يمكن ملاحظة أنماط الفراغ أو الظل. وهي نتيجة قيام شخص أو جسم بحماية منطقة ما من الدم القادم نحوها، وتتميز بأنها منطقة نظيفة يتوقع ظهور بقع الدم فيها.  يمكن أن يساعد في تحديد ما إذا كان الدم الذي اُعْتُرِض قد نُقِّل منذ وقوع الحادث.

## بحث
تعرضت موثوقية شهادة محللي أنماط بقع الدم في قاعة المحكمة لانتقادات شديدة، لا سيما في أعقاب تقرير عام 2009 الصادر عن الأكاديمية الوطنية للعلوم ،  والذي وجد أن طريقة التحليل "ذاتية وليست علمية"، وأنها تنطوي على درجة "هائلة" من عدم اليقين.  بالإضافة إلى المخاوف بشأن المنهجية، انتقد التقرير عدم وجود متطلبات الشهادات المناسبة للمحللين والتأكيد على "الخبرة على الأسس العلمية".  وقد أدلى العديد من محللي أنماط بقع الدم بشهاداتهم في المحكمة كخبراء على الرغم من أنهم تلقوا تدريبًا فقط في شكل دورة مدتها 40 ساعة تُدَرَّس بشكل مستقل بواسطة ماكدونيل أو أحد طلابه، دون اعتماد مؤسسي أو الحد الأدنى من المتطلبات التعليمية.  حتى مع التدريب والأساليب المناسبة، لا تزال هناك مرات عديدة يختلف فيها المحللون ذوو السمعة الطيبة حول النتائج التي توصلوا إليها، مما يدعو إلى التشكيك في موثوقية استنتاجاتهم وقيمتها كدليل في المحكمة. 
هناك القليل جدًا من الأدلة التجريبية التي تدعم استخدام تحليل بقع الدم في المحكمة أو في أي جانب آخر من جوانب النظام القانوني.  في حين أن بعض جوانب تحليل نمط بقع الدم، مثل طرق تحديد سرعة تأثير الدم المتناثر، تدعمها الدراسات العلمية، فإن بعض المحللين يذهبون إلى ما هو أبعد مما يمكن التحقق منه.  بالإضافة إلى المشاكل المتعلقة بالصلاحية العلمية الأساسية لهذه الطريقة، فإن ظروف تحليلات أنماط بقع الدم، والتي تُجْرَى غالبًا بناءً على طلب من الادعاء أو الدفاع في قضية أمام المحكمة، يمكن أن تؤدي إلى تحيز تأكيدي في تقييم المحلل. 
في عام 2016، راجعت لجنة علوم الطب الشرعي في تكساس الحالات التي استخدمت تحليل أنماط بقع الدم، وبالتالي قررت أنه بدءًا من عام 2019، سيحتاج محللو أنماط بقع الدم إلى الاعتماد للإدلاء بشهادتهم كخبراء في محاكم تكساس . 

وفي عام 2021، نُشرت أكبر دراسة حتى الآن حول دقة تحليل أنماط بقع الدم في مجلة Forensic Science International. اعتمدت الدراسة على 33005 إجابات متعددة الاختيارات و1760 إجابة نصية قصيرة، من قبل 75 محللًا ممارسًا لأنماط بقع الدم على 192 نمطًا من أنماط بقع الدم التي أُخْتِيرَت لتمثل العمل الاجتماعي، وذكرت:
تظهر نتائجنا أن الاستنتاجات كانت خاطئة في كثير من الأحيان، وكثيرا ما تتناقض مع المحللين الآخرين. وفي العينات ذات الأسباب المعروفة، كانت 11.2% من الإجابات خاطئة. تظهر النتائج إمكانية تكرار النتائج بشكل محدود: 7.8% من الإجابات تناقضت مع محللين آخرين. تشير الخلافات المتعلقة بمعنى واستخدام مصطلحات وتصنيفات BPA إلى الحاجة إلى تحسين المعايير. ساهمت الاختلافات الدلالية والتفسيرات المتناقضة في حدوث أخطاء وخلافات، والتي يمكن أن تكون لها آثار خطيرة إذا حدثت في العمل القضائي. 

## تاريخ الحالات ذات الصلة
هناك عدد من القضايا المعروضة على المحاكم مثيرة للجدل بسبب اعتمادها على تحليل نمط بقع الدم:

### وارن هورينك
تم البت في قضية قتل عام 1995 ضد وارن هورينك إلى حد كبير بناءً على أدلة ملطخة بالدماء والتي كانت محل نزاع حاد بعد وقوعها.  آمنت الشرطة ومكتب المدعي العام ببراءة هورينك. وعثر محامو الادعاء المعينون على محلل لنمط بقع الدم الذي شهد أنه لم يكن انتحارًا كما اعتقدت الشرطة لعدد من الأسباب، بل كان جريمة قتل بسبب نمط بقع الدم الصغيرة التي عثر عليها على المتهم، والتي وفقًا لما قاله كان من المفترض أن يكون المحلل قد أتى من دم "عالي السرعة" من طلقة نارية، وليس من الدم الذي أصابه ببساطة خلال محاولاته تقديم المساعدة الطبية للضحية. وقد شكك محللون آخرون في نمط بقع الدم منذ ذلك الحين في هذا الادعاء وقالوا إن بقع الدم تتفق مع المساعدة الطبية. اعترف المحلل الأصلي بأن ادعاءه ليس بالقوة التي قدمها في الأصل، على الرغم من أنه لا يزال يؤمن بذنب هورينك.  اعتبارًا من عام 2017، لا يزال هورينك في السجن. 
في القضية الجنائية المرفوعة ضد ديفيد كام ، الذي حوكم ثلاث مرات بتهمة قتل عائلته على أساس أدلة تناثر الدم إلى حد كبير، استعان كل من الادعاء والدفاع بمحللي أنماط بقع الدم الخبراء لتفسير مصدر ما يقرب من 8 قطرات من الدم على قميصه. وكان من بين خبراء الادعاء توم بيفيل ورود إنجلرت، اللذين شهدا بأن البقع كانت عبارة عن تناثر ارتطام عالي السرعة. شهد بول كيش وبارتون إبستين وبوليت ساتون وباري جويتز وستيوارت إتش جيمس للدفاع أن البقع انتقلت من قميصه وهو يمسح شعر ابنته.  شجب الدكتور روبرت شالر، المدير المؤسس لبرنامج علوم الطب الشرعي في ولاية بنسلفانيا، تحليل بقع الدم باعتباره غير موثوق به في قضية كام. وقال: "المشكلة في هذه الحالة هي أن عدد البقع في حده الأدنى". "أعتقد أنك حقًا على حافة الموثوقية." جميع محللي بقع الدم المشاركين في القضية هم " خبراء" بالمعنى التقليدي. نقلاً عن شالر، "لدينا رأيان في هذه القضية. وهذا، في جوهره، معدل خطأ يبلغ 50 بالمائة." سيكون هذا "مستوى غير مقبول من الموثوقية في قضية أمام المحكمة نظرًا لأن تصور الذنب بما لا يدع مجالًا للشك هو ما مطلوب. 
ومما زاد الأمور تعقيدًا شهادة روب ستيتس، الذي أدلى بشهادته أمام الادعاء باعتباره محللًا خبيرًا لبقع الدم. كُشِّف لاحقًا أنه لم يتلق أي تدريب وأن أوراق اعتماده كانت ملفقة من قبل المدعي العام. ساعدت شهادته بأن الدم الموجود على قميص كام كان عبارة عن تناثر عالي السرعة في إدانة ديفيد كام. وأشار الدكتور شالر إلى أن أحد القيود على شهادة تحليل تناثر الدم هو أنك "ليس لديك العلم الأساسي الداعم" لدعم استنتاجاتك. عندما أدلى ستيتس بشهادته، لم يكن لدى هيئة المحلفين أي وسيلة لمعرفة أنه لم يكن الخبير الذي زعم أنه هو. حتى بين الشهود الخبراء، من غير المعروف أي مجموعة من الخبراء فسرت البقع بدقة لأنه لا توجد طريقة موضوعية لتحديد محلل نمط بقع الدم الذي طبق العلم بشكل صحيح. 

### ترافيس ستاي
وفي أحيان أخرى، يمكن أن تحاكي أنماط بقع الدم الناتجة عن أسباب مختلفة بعضها البعض. في محاكمة ترافيس ستاي عام 2008 بتهمة قتل جويل لوفيلين، شهد شاهد الادعاء تيري لابر أن تناثر الدم على ملابس ستاي جاء من الضربات التي تعرض لها لوفيلين أثناء قتال بالأيدي. بعد مراجعة الأدلة من قبل بول كيش، وهو محلل آخر لأنماط بقع الدم، راجع لابر التقرير الذي قدمه كيش وقام بمراجعة النتائج التي توصل إليها لتشمل احتمال أن الدم جاء من انتهاء الصلاحية بواسطة لوفيلين. 

## في الثقافة الشعبية
- سام تايلر ، المحقق الذي يسافر عبر الزمن في الحلقة 3 من مسلسل تلفزيون بي بي سي الحياة على المريخ ، يطلب من زميله كريس سكيلتون إجراء تحليل لنمط الدم، وسرعان ما أدرك من خلال تعبيره المحير أنه في عام 1973 لم تكن مثل هذه التقنيات معروفة.
- القاتل المتسلسل ديكستر مورغان من روايات ديكستر وسلسلة شوتايم هو محلل بقع الدم لقسم شرطة مترو ميامي الوهمي.
- جولي فينلي هي محللة بقع الدم في سلسلة CBS CSI: التحقيق في موقع الجريمة .